# سان سيزار سور سياجن
سان سيزار سور سيانيي (بالفرنسية: Saint-Cézaire-sur-Siagne)‏ هي بلدية فرنسية تقع في إقليم الألب البحرية من منطقة بروفنس ألب كوت دازور في جنوب شرق فرنسا. تبلغ مساحة هذه المدينة 30.02 (كم²)، وترتفع عن سطح البحر 500 م، يبلغ عدد سكانها 3575 نسمة حسب إحصاء المعهد الوطني للإحصاء والدراسات الاقتصادية سنة 2009 م. وترأس Maxime Coullet البلدية خلال فترة (2008-2014).

## وصلات خارجية
- صفحة البلدية على موقع المعهد الوطني للإحصاء والدراسات الاقتصادية